# Рупертсберг
Рупертсберг (њем. Ruppertsberg) општина је у њемачкој савезној држави Рајна-Палатинат. Једно је од 48 општинских средишта округа Бад Диркхајм. Према процјени из 2010. у општини је живјело 1.436 становника. Посједује регионалну шифру (AGS) 7332043.

## Географски и демографски подаци
Рупертсберг се налази у савезној држави Рајна-Палатинат у округу Бад Диркхајм. Општина се налази на надморској висини од 117 метара. Површина општине износи 8,1 km². У самом мјесту је, према процјени из 2010. године, живјело 1.436 становника. Просјечна густина становништва износи 178 становника/km².

## Међународна сарадња
| Мјесто  | Држава    | Врста сарадње | Од    |
| ------- | --------- | ------------- | ----- |
| Курпјер | Француска | партнерство   | 1993. |
| Извор   |           |               |       |